# OGLE-2006-BLG-109L
OGLE-2006-BLG-109L är en stjärna i stjärnbilden Skytten.
Stjärnan är omgiven av ett solsystem bestående av minst två planeter: b med en massa omkring 0.71 gånger Jupiters och c med en massa omkring 0.27 gånger Jupiters. Deras värden för massa, avstånd och temperatur liknar de hos Jupiter och Saturnus i solsystemet.
Båda planeterna upptäcktes med hjälp av s.k. gravitational microlensing.

## Solsystem
| Kompanjon (I ordning från stjärna) | Massa (MJ)  | Omloppstid (dagar) | Semimajor (AE) | Excentricitet |
| ---------------------------------- | ----------- | ------------------ | -------------- | ------------- |
| b                                  | 0.71 ± 0.08 | 1825 ± 365         | N/A            | N/A           |
| c                                  | 0.27 ± 0.03 | 5100 ± 730         | N/A            | 0.11          |